# Jaulges
 Jaulges  es una comuna y población de Francia, en la región de Borgoña, departamento de Yonne, en el distrito de Auxerre y cantón de Saint-Florentin.
Su población en el censo de 1999 era de 429 habitantes.
Está integrada en la Communauté de communes du Florentinois .

## Demografía
| 330 | 343 | 346 | 379 | 415 | 429 |
| Para los censos de 1962 a 1999 la población legal corresponde a la población sin duplicidades (Fuente: INSEE [Consultar]) |     |     |     |     |     |